# Âm thanh

Âm thanh là các dao động cơ học (biến đổi vị trí qua lại) của các phân tử, nguyên tử hay các hạt làm nên vật chất và lan truyền trong vật chất như các sóng. Âm thanh, giống như nhiều sóng, được đặc trưng bởi tần số, bước sóng, chu kỳ, biên độ và vận tốc lan truyền (tốc độ âm thanh).
Đối với thính giác của người, âm thanh thường là sự dao động, trong dải tần số từ khoảng 16 Hz đến khoảng 20 000 Hz, của các phân tử không khí, và lan truyền trong không khí, va đập vào màng nhĩ, làm rung màng nhĩ và kích thích bộ não. Tuy nhiên âm thanh có thể được định nghĩa rộng hơn, tuỳ vào ứng dụng, bao gồm các tần số cao hơn hay thấp hơn tần số mà tai người có thể nghe thấy, không chỉ lan truyền trong không khí mà còn truyền trong bất cứ vật liệu nào. Trong định nghĩa rộng này, âm thanh là sóng cơ học và theo lưỡng tính sóng hạt của vật chất, sóng này có thể coi là dòng lan truyền của các hạt phonon, các hạt lượng tử của âm thanh.
Cả tiếng ồn và âm nhạc đều là các âm thanh. Trong việc truyền tín hiệu bằng âm thanh, tiếng ồn là các dao động ngẫu nhiên không mang tín hiệu.